# Segreti (film 1997)
Segreti (A Thousand Acres) è un film del 1997 diretto dalla regista australiana  Jocelyn Moorhouse, tratto dal romanzo best seller La casa delle tre sorelle dell'autrice statunitense Jane Smiley, vincitore del premio Pulitzer.
Le riprese del film si svolsero dal 26 agosto 1996 all'8 novembre 1996.

## Trama
Un agricoltore ormai anziano, tanto autoritario quanto rispettato nella sua comunità, anni dopo essere rimasto vedovo decide di assegnare la proprietà della fattoria alle sue tre figlie; l'obiettivo sarebbe quello di evitare le imposte di successione salvaguardando il lavoro di tutta una vita e l'integrità dei suoi "mille acri", di cui al titolo originale, ma quella decisione farà emergere tensioni latenti nella famiglia: un insieme di omertà, segreti e violenze.
Larry Cook, un ricco agricoltore dell'Iowa, decide di andare in pensione e dividere i suoi acri di terra tra le sue tre figlie, Ginny, Rose e Caroline. Ginny e Rose accettano felicemente il lucroso accordo di vivere e lavorare nella fattoria, ma Caroline abbandona l'agricoltura per intraprendere la carriera legale a Des Moines e rifiuta di prendere parte all'accordo.
Larry è consumato dalla rabbia e rifiuta Caroline, lasciando Rose e Ginny a gestire la fattoria con i loro mariti. Tuttavia, man mano che Larry perde il contatto con la vita agricola, inizia a perdere il contatto con la realtà e la sua dolorosa discesa nella senilità lo lascia aspramente contrario al modo in cui le sue figlie gestiscono la fattoria.
Mentre lotta per mantenere la fattoria, Ginny incontra una spaccatura nella sua relazione con Rose, che rivela che Larry aveva abusato sessualmente di lei quando era bambina, e insiste di aver fatto la stessa cosa a Ginny. Le due donne sviluppano anche un forte legame extraconiugale con Jess, il bel figlio di un contadino vicino che è fedele a Larry.
Paranoico e disilluso, Larry decide di fare causa a Rose e Ginny nel tentativo di riconquistare il suo controllo patriarcale e cerca l'aiuto di Caroline. La causa divide per sempre la famiglia, lasciando Rose e Ginny a soffrire da sole mentre realizzano dolorose verità sulla loro infanzia. Mentre Rose e Ginny scoprono i propri punti di forza individuali di fronte alle avversità, imparano a sopravvivere da sole, senza la protezione della fattoria e la presenza soffocante del padre.